# Боррего, Джеймс
Джеймс Борре́го (англ. James Borrego; род. 12 ноября 1977 года в Альбукерке, штат Нью-Мексико, США) — американский баскетболист и тренер. Работал главным тренером клуба НБА «Шарлотт Хорнетс» в 2018—2022 годах. На студенческом уровне играл за университет Сан-Диего. После окончания колледжа стал баскетбольным тренером.

## Карьера тренера
После окончания университета Боррего работал ассистентом главного тренера в команде университета Сан-Диего, за которую он играл 3 предыдущих сезона.
С 2003 по 2010 год Боррего работал ассистентом главного тренера Грегга Поповича в команде НБА «Сан-Антонио Спёрс», где стал 2-кратным чемпионом НБА (2005, 2007). С 2010 по 2012 год он работал ассистентом главного тренера «Нью-Орлеан Хорнетс» Монти Уильямса.
С 2012 по 2015 год Боррего работал ассистентом главного тренера «Орландо Мэджик», где 5 февраля 2015 года стал исполняющим обязанности главного тренера после увольнения Жака Вона. Дебют в качестве главного тренера НБА Боррего сделал 6 февраля в победе над «Лос-Анджелес Лейкерс» со счётом 103—97 в овертайме.
17 июня 2015 года Боррего вернулся в штаб Грегга Поповича в «Сан-Антонио Спёрс» в качестве ассистента.

### Шарлотт Хорнетс (2018—2022)
10 мая 2018 года Боррего стал главным тренером команды «Шарлотт Хорнетс», подписав контракт на 4 года. Боррего стал первым латиноамериканским тренером в истории НБА.
В первом сезоне «Хорнетс» одержали 39 побед при 43 поражениях и заняли 9 место в конференции.
Во втором сезоне «Хорнетс» одержали 39 побед при 43 поражениях и заняли 10 место в конференции, вновь не попав в плей-офф.

## Тренерская статистика
| Команда | Сезон   | G   | W  | L   | W–L% | Итог                        | PG | PW | PL | Результат |
| ------- | ------- | --- | -- | --- | ---- | --------------------------- | -- | -- | -- | --------- |
| Орландо | 2014/15 | 30  | 10 | 20  | .333 | 5 в Юго-Восточном дивизионе | —  | —  | —  | Не попали |
| Шарлотт | 2018/19 | 82  | 39 | 43  | .476 | 2 в Юго-Восточном дивизионе | —  | —  | —  | Не попали |
| Шарлотт | 2019/20 | 65  | 23 | 42  | .354 | 4 в Юго-Восточном дивизионе | —  | —  | —  | Не попали |
| Всего   | Всего   | 177 | 72 | 105 | .407 |                             | —  | —  | —  |           |